# موریس اوینگینگ
موریس اوینگینگ (انگلیسی: Maurice Ewing; ۱۲ مهٔ ۱۹۰۶ – ۴ مهٔ ۱۹۷۴) دانشمند در زمینه ژئوفیزیک و underwater acoustics اهل ایالات متحده آمریکا بود.
وی همچنین برندهٔ جوایزی همچون نشان ملی علوم، مدال طلائی انجمن سلطنتی اختر شناسان، مدال الکساندر اگسیز، و کمک‌هزینه گوگنهایم شده‌است.